# وقایع‌نامه سلیمان بار شمعون
وقایع‌نامه سلیمان بار شمعون (انگلیسی: Solomon bar Simson Chronicle)  نوشتهٔ سلیمان بار شمعون، وقایع‌نگار یهودی، است که گزارش‌های او در این کتاب از منابع عبری مهم دربارهٔ حوادث یهودآزادی صلیبیون همزمان با نخستین جنگ صلیبی است. وی در این کتاب از خود به‌عنوان ثبت‌کننده کشتار یهودیان در منطقهٔ راینلاند و نابودی یکی از دهکده‌های یهودی‌نشین در کلن نام می‌برد؛ وقایع‌نامه او به احتمال زیاد در نیمه دوم قرن ۱۲ ملادی، در فاصلهٔ زمانی سال ۱۱۴۰ تألیف شده است.